# Amzie Strickland
Amzie Strickland (Oklahoma City, 10 gennaio 1919 – Spokane, 5 luglio 2006) è stata un'attrice statunitense.
Ha recitato in oltre 20 film dal 1955 al 2001 ed è apparsa in oltre 140 produzioni televisive dal 1945 al 2000. È stata accreditata anche con il nome Anzie Strickland.

## Biografia
Amzie Strickland nacque a Oklahoma City, in Oklahoma, il 10 gennaio 1919.
Per la televisione, interpretò, tra gli altri, il ruolo di  Julia Mobey in 6 episodi della serie televisiva Carter Country dal 1978 al 1979 e collezionò molti crediti come guest star o come personaggio secondario in molti episodi di serie televisive degli anni 50 fino agli inizi degli anni 2000.
La sua ultima apparizione sul piccolo schermo avvenne nel film per la televisione Another Woman's Husband, andato in onda nel 2000, che lo vede nel ruolo di Annette, mentre per il grande schermo l'ultima interpretazione risale al film Wanderlust del 2001 in cui interpreta zia Clara. Ha anche lavorato per spot televisivi e, prima di intraprendere la carriera cinematografica, aveva lavorato per anni in radio in molti radiodrammi e serie radiofoniche.
Era sposata con l'attore Frank Behrens. Morì di Alzheimer a Spokane, Washington, il 5 luglio 2006 e fu seppellita al Kensico Cemetery di Valhalla.

## Filmografia

### Cinema
- Sangue caldo (Man with the Gun) (1955)
- La grande prigione (Behind the High Wall) (1956)
- La ragazza che ho lasciato (The Girl He Left Behind) (1956)
- Drango (1957)
- Inno di battaglia (Battle Hymn) (1957)
- I bassifondi del porto (Slaughter on Tenth Avenue) (1957)
- L'evaso di San Quintino (House of Numbers) (1957)
- L'uomo senza corpo (Curse of the Undead) (1959)
- Il letto di spine (The Bramble Bush) (1960)
- Capitan Newman (Captain Newman, M.D.) (1963)
- Penelope, la magnifica ladra (Penelope) (1966)
- Vedovo, aitante, bisognoso d'affetto, offresi... anche babysitter (Kotch) (1971)
- Un tipo straordinario (The One and Only) (1978)
- Harper Valley P.T.A. (1978)
- Big Bad John (1990)
- Pretty Woman (1990)
- Doc Hollywood - Dottore in carriera (Doc Hollywood) (1991)
- Shiloh, un cucciolo per amico (Shiloh) (1996)
- Cercasi tribù disperatamente (Krippendorf's Tribe) (1998)
- A casa per Natale (I'll Be Home for Christmas) (1998)
- Wanderlust (2001)

### Televisione
- The Bourgeois Gentleman – film TV (1945)
- Matinee Theatre – serie TV, 3 episodi (1955-1956)
- Dragnet – serie TV, 4 episodi (1955-1958)
- Gunsmoke – serie TV, 4 episodi (1955-1970)
- Medic – serie TV, un episodio (1955)
- Treasury Men in Action – serie TV, un episodio (1955)
- Lucy ed io (I Love Lucy) – serie TV, un episodio (1955)
- The Man Behind the Badge – serie TV, 2 episodi (1955)
- Climax! – serie TV, episodio 2x04 (1955)
- Jane Wyman Presents The Fireside Theatre – serie TV, un episodio (1955)
- The Millionaire – serie TV, 3 episodi (1956-1958)
- Celebrity Playhouse – serie TV, episodio 1x23 (1956)
- Letter to Loretta – serie TV, un episodio (1956)
- State Trooper – serie TV, un episodio (1957)
- The Court of Last Resort – serie TV, episodio 1x01 (1957)
- The Adventures of Jim Bowie – serie TV, un episodio (1957)
- The Pied Piper of Hamelin – film TV (1957)
- December Bride – serie TV, un episodio (1957)
- Make Room for Daddy – serie TV, 8 episodi (1958-1962)
- Carovane verso il west (Wagon Train) – serie TV, 6 episodi (1958-1964)
- Zorro – serie TV, un episodio (1958)
- Il tenente Ballinger (M Squad) – serie TV, un episodio (1958)
- The Restless Gun – serie TV, episodio 1x29 (1958)
- Trackdown – serie TV, un episodio (1958)
- I racconti del West (Zane Grey Theater) – serie TV, un episodio (1958)
- Flight – serie TV, episodio 1x21 (1958)
- Black Saddle – serie TV, un episodio (1959)
- Gli uomini della prateria (Rawhide) – serie TV, episodi 1x17-2x05 (1959)
- I detectives (The Detectives) – serie TV, episodio 1x08 (1959)
- The Andy Griffith Show – serie TV, 5 episodi (1960-1965)
- This Man Dawson – serie TV, episodio 1x20 (1960)
- Ai confini della realtà (The Twilight Zone) – serie TV, un episodio (1960)
- Avventure in fondo al mare (Sea Hunt) – serie TV, un episodio (1960)
- Full Circle – serie TV, un episodio (1960)
- Alcoa Presents: One Step Beyond – serie TV, 2 episodi (1960)
- The Dick Powell Show – serie TV, 2 episodi (1961-1962)
- Il carissimo Billy (Leave It to Beaver) – serie TV, un episodio (1961)
- Perry Mason – serie TV, un episodio (1961)
- Bonanza – serie TV, 2 episodi (1962-1963)
- The Joey Bishop Show – serie TV, un episodio (1962)
- Room for One More – serie TV, un episodio (1962)
- Our Man Higgins – serie TV, un episodio (1962)
- It's a Man's World – serie TV, episodio 1x06 (1962)
- The Bill Dana Show – serie TV, 3 episodi (1963-1964)
- The Dick Van Dyke Show – serie TV, 7 episodi (1963-1965)
- Gli intoccabili (The Untouchables) – serie TV, un episodio (1963)
- Il virginiano (The Virginian) – serie TV, episodio 1x28 (1963)
- The Adventures of Ozzie & Harriet – serie TV, 3 episodi (1964-1965)
- La legge di Burke (Burke's Law) – serie TV, episodio 1x20 (1964)
- Wendy and Me – serie TV, un episodio (1964)
- Peyton Place – serie TV, un episodio (1965)
- Il mio amico marziano (My Favorite Martian) – serie TV, un episodio (1965)
- The Farmer's Daughter – serie TV, un episodio (1965)
- Il fuggiasco (The Fugitive) – serie TV, un episodio (1965)
- The Patty Duke Show – serie TV, un episodio (1965)
- F.B.I. (The F.B.I.) – serie TV, un episodio (1966)
- The Lucy Show – serie TV, un episodio (1966)
- The Donna Reed Show – serie TV, un episodio (1966)
- Gomer Pyle: USMC – serie TV, un episodio (1966)
- The Danny Kaye Show – serie TV, un episodio (1966)
- Death Valley Days – serie TV, un episodio (1966)
- Quella strana ragazza (That Girl) – serie TV, 2 episodi (1967-1970)
- La grande vallata (The Big Valley) – serie TV, episodio 2x19 (1967)
- I forti di Forte Coraggio (F Troop) – serie TV, un episodio (1967)
- I sentieri del west (The Road West) – serie TV, episodio 1x29 (1967)
- Cimarron Strip – serie TV, episodio 1x09 (1967)
- Petticoat Junction – serie TV, 2 episodi (1968-1969)
- Dragnet 1967 – serie TV, 2 episodi (1968-1969)
- Adam-12 – serie TV, 2 episodi (1968-1975)
- Operazione ladro (It Takes a Thief) – serie TV, un episodio (1968)
- Io e i miei tre figli (My Three Sons) – serie TV, episodio 9x11 (1968)
- Ironside – serie TV, 4 episodi (1969-1973)
- The Doris Day Show – serie TV, un episodio (1969)
- Silent Night, Lonely Night – film TV (1969)
- Mod Squad, i ragazzi di Greer (The Mod Squad) – serie TV, un episodio (1969)
- Dove vai Bronson? (Then Came Bronson) – serie TV, un episodio (1969)
- Nancy – serie TV, un episodio (1970)
- The Bold Ones: The Lawyers – serie TV, un episodio (1970)
- Insight – serie TV, 3 episodi (1971-1977)
- Dan August – serie TV, un episodio (1971)
- Due onesti fuorilegge (Alias Smith and Jones) – serie TV, 2 episodi (1971)
- A tutte le auto della polizia (The Rookies) – serie TV, 2 episodi (1972)
- Missione Impossibile (Mission: Impossible) – serie TV, un episodio (1973)
- Barnaby Jones – serie TV, 2 episodi (1974-1976)
- Apple's Way – serie TV, un episodio (1974)
- Happy Days – serie TV, un episodio (1974)
- The Story of Pretty Boy Floyd – film TV (1974)
- Death Cruise – film TV (1974)
- Lucas Tanner – serie TV, un episodio (1975)
- The Legend of Lizzie Borden – film TV (1975)
- L'uomo da sei milioni di dollari (The Six Million Dollar Man) – serie TV, un episodio (1975)
- The Bob Newhart Show – serie TV, 2 episodi (1976-1978)
- Widow – film TV (1976)
- Le strade di San Francisco (The Streets of San Francisco) – serie TV, un episodio (1976)
- Brinks: The Great Robbery – film TV (1976)
- Jeremiah of Jacob's Neck – film TV (1976)
- Carter Country – serie TV, 6 episodi (1978-1979)
- Una famiglia americana (The Waltons) – serie TV, un episodio (1978)
- Project UFO – serie TV, un episodio (1978)
- ABC Saturday Comedy Special – serie TV, un episodio (1978)
- Le nuove avventure di Heidi (The New Adventures of Heidi) – film TV (1978)
- Dan August: Murder, My Friend – film TV (1980)
- Flo – serie TV, un episodio (1980)
- A Matter of Life and Death – film TV (1981)
- Tre cuori in affitto (Three's Company) – serie TV, un episodio (1981)
- A Few Days in Weasel Creek – film TV (1981)
- I ragazzi di padre Murphy (Father Murphy) – serie TV, un episodio (1982)
- L'albero delle mele (The Facts of Life) – serie TV, un episodio (1982)
- Falcon Crest – serie TV, un episodio (1982)
- I Jefferson (The Jeffersons) – serie TV, un episodio (1983)
- Supercar (Knight Rider) – serie TV, un episodio (1983)
- Detective per amore (Finder of Lost Loves) – serie TV, un episodio (1984)
- Ai confini della realtà (The Twilight Zone) – serie TV, un episodio (1985)
- Cuori senza età (The Golden Girls) – serie TV, un episodio (1986)
- It's Garry Shandling's Show. – serie TV, 2 episodi (1987-1988)
- Mia sorella Sam (My Sister Sam) – serie TV, un episodio (1987)
- A cuore aperto (St. Elsewhere) – serie TV, un episodio (1987)
- Annie McGuire – serie TV, un episodio (1988)
- Murphy Brown – serie TV, un episodio (1989)
- ALF – serie TV, un episodio (1990)
- Le inchieste di padre Dowling (Father Dowling Mysteries) – serie TV, un episodio (1990)
- Doctor Doctor – serie TV, un episodio (1990)
- Fire in the Dark – film TV (1991)
- Man of the People – serie TV, un episodio (1991)
- Il cane di papà (Empty Nest) – serie TV, un episodio (1992)
- Cuori al Golden Palace (The Golden Palace) – serie TV, un episodio (1993)
- Matlock – serie TV, un episodio (1993)
- Models Inc. – serie TV, un episodio (1994)
- Spring Awakening – film TV (1994)
- Gli amici di papà (Full House) – serie TV, un episodio (1995)
- Amore e inganno (An Element of Truth) – film TV (1995)
- Can't Hurry Love – serie TV, un episodio (1995)
- Sister, Sister – serie TV, un episodio (1996)
- Il cliente (The Client) – serie TV, un episodio (1996)
- Innamorati pazzi (Mad About You) – serie TV, un episodio (1996)
- Pappa e ciccia (Roseanne) – serie TV, un episodio (1996)
- Ned and Stacey – serie TV, un episodio (1996)
- Wings – serie TV, un episodio (1997)
- Chicago Hope – serie TV, un episodio (1997)
- Tower of Terror – film TV (1997)
- La signora del West (Dr. Quinn, Medicine Woman) – serie TV, un episodio (1997)
- Ellen – serie TV, un episodio (1998)
- E.R. - Medici in prima linea (ER) – serie TV, 2 episodi (1999-2000)
- Settimo cielo (7th Heaven) – serie TV, un episodio (1999)
- Inherit the Wind – film TV (1999)
- Another Woman's Husband – film TV (2000)